# الفسانه (مقاطعة دلفان)
الفسانه (بالفارسية: الفسانه) هي مستوطنة تقع في قسم خاوة الجنوبي الريفي (مقاطعة دلفان) في إيران. يقدر عدد سكانها بـ 552 نسمة بحسب إحصاء 2016.